# Papualori
Der Papualori (Charmosyna papou) ist eine Papageienart aus Neuguinea. Die Vögel leben in Bergwäldern in Höhen zwischen 1500 und 2800 Metern. In einigen Gegenden findet man sie auch ab Höhen von 1200 Metern, auf Irian Jaya gibt es Vorkommen bis in Höhen von 3900 Metern. Im Lebensraum der Papualoris besteht eine Temperaturdifferenz von bis zu 20 °C zwischen Tag und Nacht.

## Merkmale

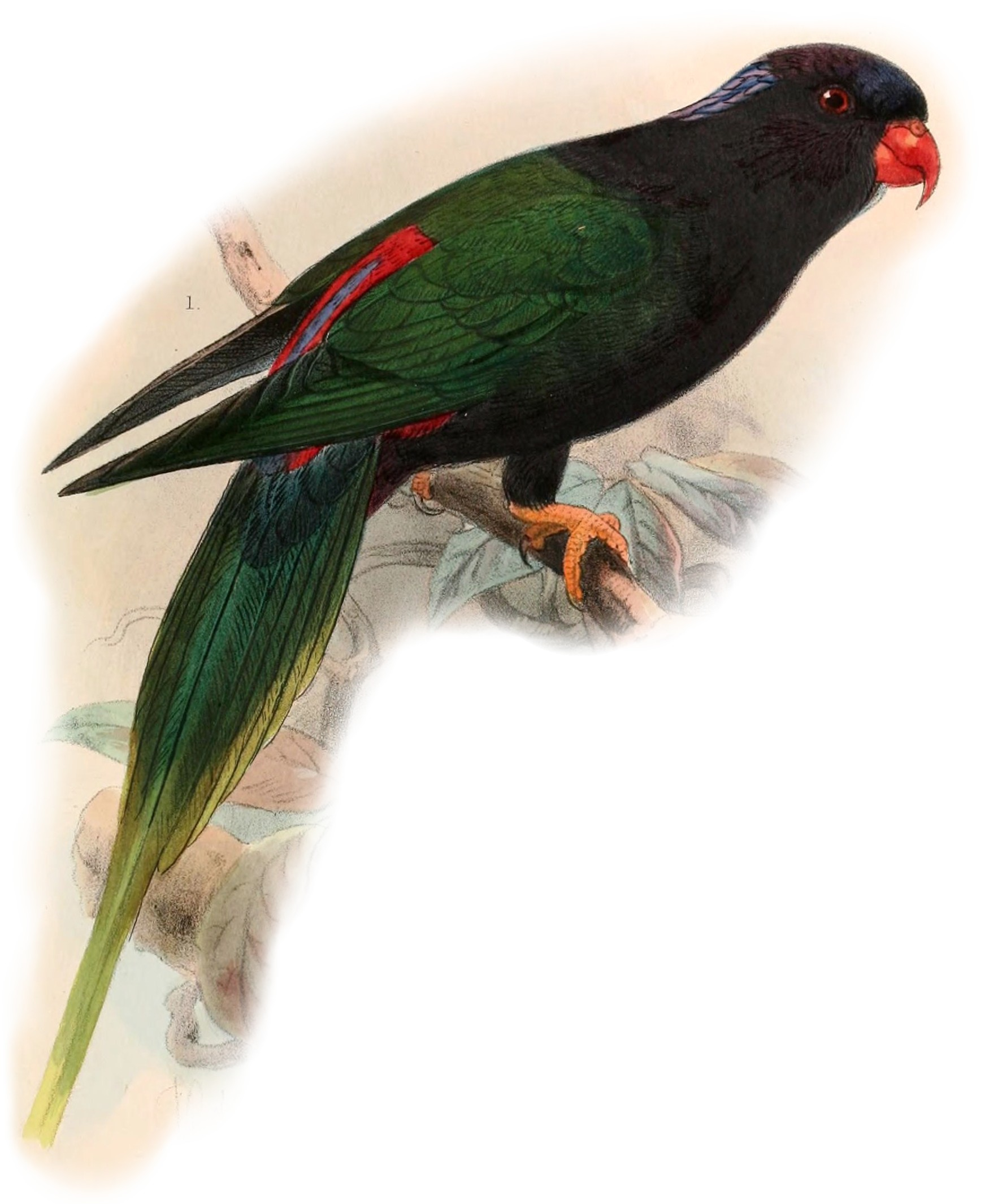
Dunkle Farbmorphe des Stella-Papualoris (C. p. stellae)
(Lithographie von J. G. Keulemans)

Es werden vier Unterarten unterschieden. Die Nominatform des Papualori (Charmosyna papou papou (Scopoli, 1786)) ist in den Gebirgen der Vogelkop-Halbinsel heimisch. Sie ist dunkelrot gefärbt. Der Scheitel ist schwarz, am Anfang blau, im Nacken befindet sich ein weiterer schwarzer Fleck, der die Form eines Halbmonds hat. Flügel und Rücken sind dunkelgrün, der Bauch unterhalb der Mitte und das Beingefieder sind schwarz. Der Schwanz ist hellgrün, Iris, Schnabel und Füße orange.
Jungvögel sind insgesamt matter gefärbt. Ihre Federn an Hals und Brust sind schwarz umrandet, die schwarzen Federn am Bauch haben blaugrüne Ränder. Iris, Schnabel und Füße sind braun. Der Schwanz und die Handschwingen sind kürzer.
Weitere anerkannte Unterarten sind:
- Stella-Papualori (Charmosyna papou stellae A. B. Meyer, 1886) – lebt in den Bergen Südost-Neuguineas.
- Mount-Goliath-Papualori (Charmosyna papou goliathina Rothschild  & Hartert, 1911) – kommt in den Gebirgen des westlichen Neuguinea bis zur Eastern Highlands Province vor.
- Wahnes Papualori (Charmosyna papou wahnesi Rothschild, 1906) – aus den Gebirgen der Huon-Halbinsel und aus den Adelbert-Bergen in der Provinz Madang.

Von den drei letztgenannten Unterarten gibt es in freier Natur melanistische Farbmorphen, bei denen die meisten oberen roten Gefiederteile schwarz sind. Lediglich die Flanken, der untere Rücken und die Unterschwanzdecken haben noch ihre ursprüngliche rote Färbung. Bei den Weibchen der drei Unterarten sind der untere Flankenbereich und der Unterrücken gelb.

## Lebensweise
Papualoris leben paarweise oder in Kleingruppen und halten sich zur Nahrungssuche meist in blühenden Bäumen auf. Sie ernähren sich von Nektar, Pollen, Blüten, Knospen, Früchten und kleinen Samen. Eventuell nehmen sich auch Insekten und deren Larven zu sich. Über die Fortpflanzung der Art ist nur wenig bekannt. Brutkolonien in freier Natur wurden im Oktober und November beobachtet. Die Eier von in Gefangenschaft gehaltenen Exemplaren hatten die Maße 24–25 × 22–22,5 mm. Wie nahezu alle Papageienarten sind auch Papualoris Höhlenbrüter. Das weitere Fortpflanzungsverhalten der Art ist nur durch Gefangenschaftszuchten bekannt. Meist werden zwei, manchmal auch nur ein Ei gelegt. Die Jungvögel schlüpfen nach 28 Tagen, öffnen im Alter von zehn Tagen die Augen und verlassen nach 56 bis 64 Tagen das Nest. Drei Wochen nach dem Ausfliegen sind die Jungvögel selbstständig.
In ihrem Verbreitungsgebiet sind sie häufig, in einigen Gegenden gibt es einen leichten Bestandsrückgang, der auf Vogelfang oder der Zerstörung ihres Lebensraum zurückgeht.